# Thiès (departamento)
Thiès é um departamento da região de Thiès, no Senegal.